# Heidi Diggelmann (Medizinerin)
Heidi Diggelmann (* 1936 in Bern; † 21. Januar 2022) war eine Schweizer Medizinerin (Onkologie, Virologie, Immunologie).
Heidi Diggelmann studierte ab 1955 Medizin an der Universität Bern (MD 1961, Promotion zum Dr. med. 1964 mit einer Dissertation über Immunglobuline) und absolvierte ihr Praktikum in Innerer Medizin am Bezirksspital Thun. Dann wandte sie sich molekularbiologischer Forschung zu und speziell Retroviren und ihrer Rolle bei der Krebsentstehung. 1971 bis 1991 leitete sie eine Forschungsgruppe am Institut Suisse de Recherche Expérimentale sur le Cancer (ISREC) in Epalinges, in deren Stiftungsrat sie 2001 bis 2012 war. 1991 bis 2001 leitete sie das Institut für Mikrobiologie der Universität Lausanne. Dort war sie ab 1983 Professeur associé und ab 1991 ordentliche Professorin.
1976 erhielt sie den Friedrich-Miescher-Preis, 1984 den Cloëtta-Preis, 1992 den Otto Naegeli-Preis und 2002 den Prix de l’État de Berne der Universität Lausanne. 1994 wurde sie Ehrendoktorin der Universität Basel. 1990 bis 1995 war sie Mitglied der Schweizerischen Kommission für Biologische Sicherheit, 1990 bis 1996 Mitglied des ETH-Rats, und sie war Mitglied der Schweizerischen Akademie der Medizinischen Wissenschaften. 1997 bis 2004 war sie Präsidentin des Forschungsrats des Schweizerischen Nationalfonds. Sie war Mitglied der European Molecular Biology Organization.

## Schriften (Auswahl)
- mit Volker M. Vogt, Robert Eisenman: Generation of Avian myeloblastosis virus structural proteins by proteolytic cleavage of a precursor polypeptide. In: Journal of Molecular Biology. 96. Jg., 1975, S. 471–493.
- mit Elena Buetti: Cloned mouse mammary tumor virus DNA is biologically active in transfected mouse cells and its expression is stimulated by glucocorticoid hormones. In: Cell. 23. Jg., 1981, S. 335–345.
- mit Nicolas Fasel u. a.: The region of mouse mammary tumor virus DNA containing the long terminal repeat includes a long coding sequence and signals for hormonally regulated transcription. In: The EMBO Journal. 1. Jg., 1982, S. 3–7.
- mit Roman Klemenz: The generation of the two envelope glycoproteins of Rous Sarcoma Virus from a common precursor polypeptide. In: Virology. 85. Jg., 1987, S. 63–74.
- mit Hans Acha-Orbea u. a.: Clonal deletion of V-beta14-bearing T cells in mice transgenic for mammary tumor virus. In: Nature. 350. Jg., 1991, S. 207–211.
- mit Susanne Wirth u. a.: Regions of the Mouse Mammary Tumor Virus superantigen involved in the interaction with the MHC class II I-A molecule. In: Journal of Virology. 76. Jg., 2002, S. 11172–11175.